# Szermierka na Igrzyskach Azjatyckich 2006
Szermierka na Igrzyskach Azjatyckich 2006 – jedna z dyscyplin rozgrywana podczas XV Igrzysk Azjatyckich w stolicy Kataru, Dosze. Zawody odbyły się w dniach 9–14 grudnia 2006 w hali sportowej Al-Arabi. 

## Medaliści

### Mężczyźni
| Złoto                                                                        | Srebro                                                                              | Brąz | Źródło |
| Floret                                                                       | Floret                                                                              | Floret |        |
| ---------------------------------------------------------------------------- | ----------------------------------------------------------------------------------- | --- | ------ |
| Yūki Ōta                                                                     | Lee Cheon-woong                                                                     | Zhang Liangliang Lei Sheng | [ 1 ]  |
| Chiny · Lei Sheng · Wu Hanxiong · Zhang Liangliang · Zhu Jun                 | Korea Południowa · Cha Hyung-woo · Choi Byung-chul · Ha Chang-duk · Lee Cheon-woong | Hongkong · Cheung Kai Tung · Lau Kwok Kin · Kevin Ngan · Wong Kam Kau · Japonia · Yūki Ōta · Yūsuke Fukuda · Kenta Chida                                                   | [ 2 ]  |
| Szpada                                                                       |                                                                                     | |        |
| Wang Lei                                                                     | Xie Yongjun                                                                         | Ali Yaghoubian Kim Seung-gu | [ 3 ]  |
| Korea Południowa · Jung Jin-sun · Kim Seung-gu · Kim Won-jin · Park Sang-sun | Chiny · Dong Guotao · Wang Lei · Xiao Jian · Xie Yongjun                            | Iran · Siamak Fize Asgary · Mohammad Rezaji · Hamed Sedaghati · Ali Yaghoubian · Kazachstan · Aleksandr Aksienow · Siergiej Chodos · Siergiej Szabalin · Aleksiej Szipiłow | [ 4 ]  |
| Szabla                                                                       |                                                                                     | |        |
| Wang Jingzhi                                                                 | Oh Eun-seok                                                                         | Wiradech Kothny Zhou Hanming | [ 5 ]  |
| Chiny · Huang Yaojiang · Wang Jingzhi · Zhou Hanming · Zhu Jun               | Korea Południowa · Lee Hyuk · Oh Eun-seok · Oh Seung-hwan · Won Woo-young           | Japonia · Masashi Nagara · Tatsuro Watanabe · Kōji Yamamoto · Tajlandia · Natee Kattancharoen · Ekkathet Ketiam · Wiradech Kothny · Sares Limkangwanmongkol                | [ 6 ]  |

### Kobiety
| Złoto                                                                       | Srebro                                                                        | Brąz | Źródło |
| Floret                                                                      | Floret                                                                        | Floret |        |
| --------------------------------------------------------------------------- | ----------------------------------------------------------------------------- | --- | ------ |
| Nam Hyun-hee                                                                | Seo Mi-jung                                                                   | Yōko Makishita Chen Jinyan | [ 7 ]  |
| Korea Południowa · Jeon Hee-sook · Jung Gil-ok · Nam Hyun-hee · Seo Mi-jung | Chiny · Chen Jinyan · Huang Jialing · Su Wanwen · Zhang Ying                  | Kazachstan · Olga Antipowa · Irina Fichszenko · Natalja Kazańcewa · Jelena Kazańcewa · Japonia · Maki Kawanishi · Yōko Makishita · Chieko Sugawara | [ 8 ]  |
| Szpada                                                                      |                                                                               | |        |
| Park Se-ra                                                                  | Zhong Weiping                                                                 | Li Na Shin A-lam | [ 9 ]  |
| Chiny · Li Na · Luo Xiaojuan · Zhang Li · Zhong Weiping                     | Korea Południowa · Choi Eun-sook · Jung Hyo-jung · Park Se-ra · Shin A-lam    | Hongkong · Bjork Cheng · Cheung Yi Nei · Sabrina Lui · Yeung Chui Ling · Japonia · Shizuka Ikehata · Hiroko Narita · Yoshie Takeyama               | [ 10 ] |
| Szabla                                                                      |                                                                               | |        |
| Tan Xue                                                                     | Zhao Yuanyuan                                                                 | Kim Keum-hwa Chow Tsz Ki | [ 11 ] |
| Chiny · Huang Haiyang · Tan Xue · Zhang Ying · Zhao Yuanyuan                | Korea Południowa · Jang Hyun-kyung · Kim Hye-lim · Kim Keum-hwa · Lee Shin-mi | Japonia · Madoka Hisagae · Sakura Kaneko · Haruko Nakamura · Hongkong · Au Yeung Wai Sum · Chow Tsz Ki · Pau Ming Wai · Tsui Wan Yi                | [ 12 ] |

## Tabela medalowa
| Pozycja | Reprezentacja    | Złoto | Srebro | Brąz | Razem |
| ------- | ---------------- | ----- | ------ | ---- | ----- |
| 1.      | Chiny            | 7     | 5      | 5    | 17    |
| 2.      | Korea Południowa | 4     | 7      | 3    | 14    |
| 3.      | Japonia          | 1     | 0      | 6    | 7     |
| 4.      | Hongkong         | 0     | 0      | 4    | 4     |
| 5.      | Iran             | 0     | 0      | 2    | 2     |
| 5.      | Kazachstan       | 0     | 0      | 2    | 2     |
| 5.      | Tajlandia        | 0     | 0      | 2    | 2     |
| Razem   | Razem            | 12    | 12     | 24   | 48    |